# جيمي مكيلوري
جيمي مكيلوري (بالإنجليزية: Jimmy McIlroy)‏ (مواليد 25 أكتوبر 1931) هو لاعب كرة قدم. لعب مع منتخب أيرلندا الشمالية لكرة القدم. سبق له أن لعب في كأس العالم لكرة القدم مع منتخب بلاده.

## روابط خارجية
- جيمي مكيلوري على موقع قاعدة بيانات كرة القدم.إي يو (الإنجليزية)
- جيمي مكيلوري على موقع ناشيونال فوتبول تيمز (الإنجليزية)
- جيمي مكيلوري على موقع عالم كرة القدم.نت (الإنجليزية)